# André-Claude Lacoste
André-Claude Lacoste ( Neuilly-sur-Seine, 15 de noviembre de 1941 ) es un alto funcionario francés que dirigió primero la Dirección general de Seguridad nuclear y más tarde la Autoridad de seguridad nuclear, entre 1993 y 2012. Desde septiembre de 2013, presidió el Instituto para la Cultura de la Seguridad Industrial (Icsi)  y la Fundación para la Cultura de la Seguridad Industrial (Foncsi).

## Biografía
Hijo de un oficial de Ingeniería militar, pasó tres años de su infancia en Madagascar y en África Ecuatorial Francesa  Ingresó en la École polytechnique en 1960 y luego pasó a la Escuela Nacional Superior de Minas de París, de la que se graduó en 1966. En 1965, mientras realizaba las prácticas como ingeniero de minas, se produjo un accidente en una mina de Avion. Colaboró con el equipo responsable de recuperar los cuerpos de los 21 trabajadores fallecidos.

## Trayectoria
En 1993 fue nombrado director de Seguridad de Instalaciones Nucleares (DSIN). Puesto que en 2002 pasó a denominarse director general de Seguridad Nuclear y Protección Radiológica (DGSNR) y se amplió al campo de la protección radiológica. 
En 2006, el presidente Jacques Chirac lo nombra presidente de la nueva Autoridad de seguridad nuclear (ASN)  Desde febrero de 2008, es miembro del Alto Comité para la Transparencia y la Información sobre Seguridad Nuclear (HCTISN), en representación de la Autoridad de seguridad nuclear. También es miembro fundador de WENRA ( Asociación de Reguladores Nucleares de Europa Occidental ).
Expirado su mandato -seis años no renovables- el 12 novembre 2012, el presidente François Hollande nombró a Pierre-Franck Chevet para sustituirle.

## Accidente nuclear de Fukushima
En marzo de 2011, tras el accidente nuclear de Fukushima I, André-Claude Lacoste habló de la trascendencia de la catástrofe y de sus consecuencias. Afirmó que en la escala INES de 1 a 7, el accidente no fue de nivel 4, como afirmaban las autoridades japonesas, sino de nivel 5 o 6. El martes 15 de marzo de 2011, situó el nivel en 6, contradiciendo nuevamente a las autoridades niponas.
En los meses posteriores al accidente de Fukushima, André-Claude Lacoste dirigió una evaluación de seguridad complementaria, una revisión de la seguridad centrada en las cuestiones planteadas por el accidente nuclear de Fukushima, es decir, la resistencia de las instalaciones nucleares francesas a fenómenos naturales extremos que provocaron un accidente grave. Este enfoque forma parte de la realización de pruebas de resistencia de seguridad o “pruebas de estrés” solicitadas por el Consejo Europeo. También presentó numerosos resultados un año después de la catástrofe, para sacar conclusiones sobre el método de gestión utilizado en la crisis nuclear nipona y definir nuevas normas de seguridad para las instalaciones francesas.

## Condecoraciones
- Oficial de la Legión de Honor, el 28 de enero de 2004, luego Comendador de la Legión de Honor, el 13 de julio de 2012.
- Comandante de la Orden Nacional del Mérito.[13]